# Gliese 1132
Gliese 1132 (thường được viết tắt là GJ 1132) là một ngôi sao lùn đỏ nhỏ cách Trái Đất  khoảng 41 năm ánh sáng (12,6 parsec) trong chòm sao Thuyền Phàm. Vào năm 2015, hành tinh này được tiết lộ là có một hành tinh đá nóng có kích thước bằng Trái Đất quay quanh nó cứ 1,6 ngày một lần, hành tinh này sau đó được xác định là có bầu khí quyển. Vào năm 2018, hai hành tinh tiềm năng khác đã được tiết lộ.

## Hệ hành tinh
| Thiên thể đồng hành (thứ tự từ ngôi sao ra) | Khối lượng        | Bán trục lớn (AU) | Chu kỳ quỹ đạo (ngày) | Độ lệch tâm | Độ nghiêng    | Bán kính        |
| ------------------------------------------- | ----------------- | ----------------- | --------------------- | ----------- | ------------- | --------------- |
| b                                           | 1.66 ± 0.23 M🜨    | 0.0153 ± 0.0005   | 1.628931 ± 0.000027   | <0.22       | 86.58 ± 0.63° | 1.13 ± 0.056 R🜨 |
| c                                           | >2.64 ± 0.44 M🜨   | 0.0476 ± 0.0017   | 8.929 ± 0.010         | <0.27       | —             | —               |
| d (chưa xác nhận)                           | >8.4 +1.7 −2.5 M🜨 | 0.35 ± 0.01       | 176.9 ± 5.1           | <0.53       | —             | —               |